# Neunkirch
Neunkirch je obec ve švýcarském kantonu Schaffhausen. Žije zde přibližně 2 300 obyvatel.

## Geografie
Malé venkovské městečko Neunkirch se nachází v oblasti Klettgau, asi 13 kilometrů západně od centra kantonálního hlavního města Schaffhausen. Na jihu se táhne hranice mezi Německem a Švýcarskem.
Sousedními obcemi jsou Wilchingen, Hallau, Oberhallau, Gächlingen, Siblingen, Löhningen a Beringen ve Švýcarsku a Jestetten v německé spolkové zemi Bádensko-Württembersko.

## Historie

Letecký pohled (1923)

Neunkirch je poprvé zmíněn jako místo darovací listiny opatství Rheinau. Zmíněný název je Niuchilchun. Stalo se tak 21. září, v neděli, kdy byl opatem Antwarth a králem Ludvík. Přesný rok není uveden. Funkční období opata Antwartha není podrobně známo. Nicméně za vlády krále Ludvíka Němce (843–876) připadalo 21. září na neděli pouze v letech 850, 861, 867 a 872.
Teprve v roce 1122 je v Neunkirchu zmiňován rychtář a v roce 1155 kostel a statek vlastní kostnický biskup. Není však známo, kdo byl v této době pánem města. Pravděpodobně se jednalo o šlechtický rod, který se nazýval de Niuchilchun. Tento rod lze vystopovat až do konce 13. století. V této době však již nebyli pány města, protože když biskup Eberhard II. z Waldburgu získal v roce 1260 vrchnostenskou a nižší soudní pravomoc a dva velké statky, koupil je od baronů z Krenkingen.
Krátce nato byl Neunkirch zničen. Není známo, zda to bylo v důsledku požáru nebo nepřátelských vojsk. Po zničení však byl Neunkirch podle plánu obnoven. Výsledkem byla opevněná vesnice se čtyřmi rovnými ulicemi. Toto historické centrum města je k vidění dosud. Neunkirch musel být v době svého znovuzaložení také prohlášen za město. Neunkirch byl založen jako středisko, ale tuto funkci nikdy nemohl plnit, protože byl od počátku potlačován nedalekým městem Schaffhausen. Neunkirchu byla odepřena obvyklá městská práva, jako je trh a mincovní právo. To v pozdějších letech bránilo jeho růstu.
Opevnění Neunkirchu nebylo vybudováno bezdůvodně. V roce 1440 vtrhla do Klettgau nepřátelská vojska a město vyplenila. Krátce nato uzavřel kostnický biskup s konfederáty spojenectví, čímž se pod jejich ochranu dostal i Neunkirch. Během švábské války v roce 1499 obsadila Neunkirch vojska z Curychu, protože byl pod kontrolou kostnického biskupa, který sympatizoval se Švábskými. V dalším průběhu války však byl Neunkirch ušetřen.
V roce 1525 vláda kostnických biskupů definitivně skončila. Po rostoucím tlaku v důsledku reformace a založení anabaptistické komunity ve Waldshutu prodalo silně zadlužené biskupství město Schaffhausenu za 8 500 guldenů. Od tohoto dne město Schaffhausen poskytovalo v Neunkirchu služby soudním vykonavatelům, kteří sídlili na hradě Neunkirch. Pro obyvatelstvo se však změnilo jen málo. Během třicetileté války byl Neunkirch ušetřen válečných konfliktů, ale trpěl vysokou inflací a morem, který zabil 300 lidí. Jen o vlásek unikl vyplenění v říjnu 1633, kdy císařská vojska táhla údolím Wutachu.
V roce 1798 vypukly v celém Švýcarsku nepokoje vyvolané Napoleonovými vítězstvími, které požadovaly změnu a zrušení dosavadní formy vlády. K tomu došlo v únoru 1799 v Neunkirchu a 1. ledna téhož měsíce se na radnici v Neunkirchu sešli delegáti 22 obcí kantonu Schaffhausen, aby sepsali memorandum s požadavky venkova. Po dlouhých jednáních město Schaffhausen na požadavky venkova přistoupilo.

## Obyvatelstvo

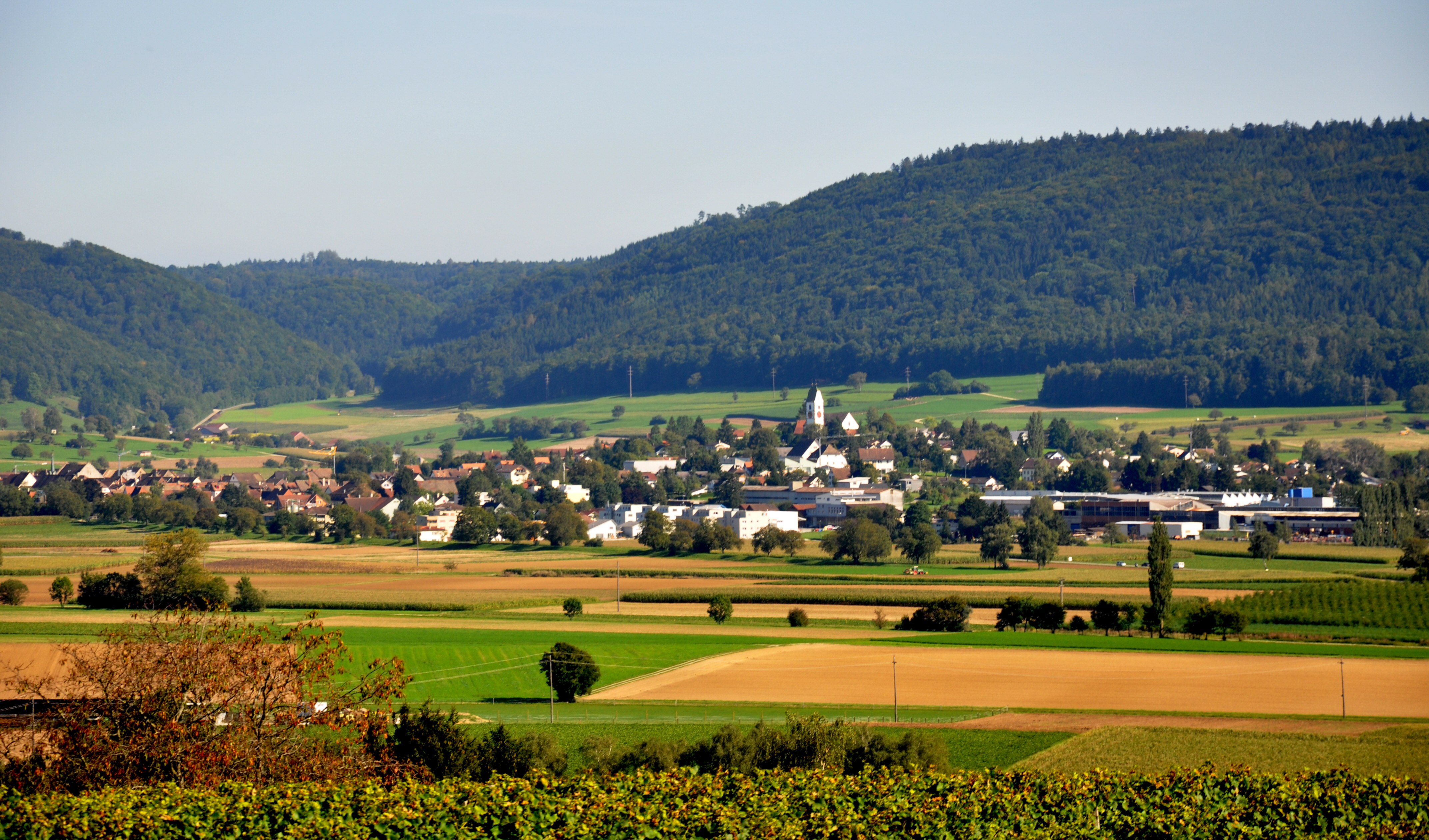
Celkový pohled na obec

| Rok            | 1798     | 1850 | 1900 | 1950 | 2000 | 2020 |
| Počet obyvatel | cca 1087 | 1640 | 1206 | 1217 | 1722 | 2333 |

## Doprava
Železniční stanice Neunkirch společnosti Deutsche Bahn se nachází na trati Schaffhausen–Waldshut (tzv. Hochrheinbahn). Vlaky odtud jezdí každou půlhodinu oběma směry. Spojení s okolními obcemi zajišťuje také autobusová společnost SchaffhausenBus.